# Aplosporella mali
Aplosporella mali är en svampart som först beskrevs av Westend., och fick sitt nu gällande namn av Petr. & Syd. 1926. Aplosporella mali ingår i släktet Aplosporella och familjen Botryosphaeriaceae.   Inga underarter finns listade i Catalogue of Life.